# Кривцов, Василий Васильевич
Василий Васильевич Кривцов (ок. 1815 — 23 февраля (7 марта) 1885) — екатеринбургский купец и городской голова.

## Биография
Родился около 1815 года в крестьянской семье из Вязниковского уезда Владимирской губернии. Выходцы из этих мест нередко связывали свои жизни с торговлей и были известны этим. Часть вязниковцев были коробейниками. Постепенно разбогатев, многие из них выкупали себя из крепостной зависимости.
Получил только домашнее образование. В молодости занимался мелкой торговлей, не выделяясь из своего социального окружения. Затем он работал служащим (приказчиком) у екатеринбургского купца М. В. Савельева. Скопив денег и получив необходимый опыт, начал собственное дело.
С 1851 года — купец третьей гильдии. Торговал галантерейными и мануфактурными товарами. Этот выбор был типичным для бывших вязниковцев. Добывал золото, владел приисками. Войти в число крупнейших и богатейших золотопромышленников Сибири купцу, впрочем, не удалось, но все же это дело стабильно приносило ему прибыль. Кривцов постоянно участвовал в знаменитой Ирбитской ярмарке, в 1870—1871 входил в ярмарочный комитет.
В Екатеринбурге, заслужив авторитет у уральских предпринимателей, В. В. Кривцов был избран купеческим старостой, в 1863—1866 являлся кандидатом (то есть заместителем) бургомистра.
В период с 1 января 1866 по 20 июня 1869 исправлял должность бургомистра Екатеринбурга, будучи избран на этот пост, потерявший уже, правда, былое значение. Поэтому и осуществить какие-либо значимые преобразования Кривцову-бургомистру не удалось. Он постоянно избирался гласным городской думы и многократно становился членом разных думских комиссий. В 1876 он избрался членом комиссии по составлению нового обложения кортомной (арендной) платой городских торговых помещений, а в 1878 стал членом комиссии по проверке отчёта городской думы.
Наконец, в 1869—1872 и в 1880—1884 годах находился в должности городского головы. Первый срок дался ему легче, однако второй был во многом отравлен критикой со стороны оппозиции, представители которой голосовали против назначения его головой, так как были недовольны низким уровнем образования Кривцова. Помешать избранию им не удалось, но оппозиционеры регулярно блокировали инициативы городского головы, оставляя его в меньшинстве во время думских прений. Это затрудняло и замедляло решение городских проблем, к каковым относились мостовые и водопровод. Параллельно Василий Васильевич занимал должности члена попечительного совета Александровской богадельни (в 1869—1872 и затем в 1878—1884 годах), директора тюремного отделения и общественного банка (с 1875 по 1877), члена учётного комитета екатеринбургской конторы Госбанка (с 1873) и гласного уездного земства (в 1870—1879 годах).
В 1884 году покинул должность городского головы и жил частным человеком, сторонясь коммерческой и общественной деятельности.
23 февраля (7 марта) 1885 года купец скончался. 25 февраля его отпели в кафедральном Богоявленском соборе и похоронили на Ивановском кладбище. Бывший крестьянин оставил наследникам, по мнению современников, около 180 тысяч рублей — весьма крупную сумму по меркам 80-х годов XIX столетия.

## Благотворительность
Кривцов много занимался благотворительностью. Был почётным членом горного попечительства детского приюта М. А. Нурова и регулярно жертвовал на приют существенные суммы, являлся многолетним церковным старостой Богоявленского собора, участвуя в его содержании и обновлении. Василий Васильевич стал почётным блюстителем Екатеринбургского духовного мужского училища, которому помогал и ранее. Избранием на последнюю должность купец был обязан своей безупречной репутации, благонадежности и уже распространившейся славе благотворителя. В итоге он смог упорядочить хозяйственные дела вверенного училища. 
Жертвовал деньги Василий Васильевич мужской и женской гимназиям, а также подарил земельный участок для строительства Крестовоздвиженской церкви при детском убежище благотворительного общества и внёс капитал на содержание её клириков. Кривцов способствовал открытию в городе богадельни и больницы, входил в комитет попечения о тюрьмах. Внёс он свой вклад и в строительство моста через городской пруд к вокзалу, за что мост прозвали Кривцовским. Он долго был известен под этим именем, хотя Кривцов и был лишь одним из тех, кто жертвовал деньги на его возведение.

## Награды
За меценатство и заслуги по части духовного ведомства купец Кривцов был пожалован несколькими золотыми шейными медалями «За усердие» на орденских лентах — сначала аннинской, затем владимирской и потом андреевской.